# Christchurch Art Gallery

Christchurch Art Gallery

Die Christchurch Art Gallery Te Puna o Waiwhetū, allgemein bekannt als Christchurch Art Gallery, ist die öffentliche Kunstgalerie der neuseeländischen Stadt Christchurch und eines der größten Kunstmuseen des Landes.

## Standort, Konzeption und Ausstattung
Die im Zentrum der Stadt gelegene Christchurch Art Gallery verfügt über eine eigene umfangreiche Kunstsammlung und präsentiert zudem ein Programm mit neuseeländischen und internationalen (Wechsel-)Ausstellungen. Ein Schwerpunkt der Museumskonzeption bilden die Künstler der neuseeländischen Südinsel, insbesondere aus dem Raum Christchurch, der auf eine lange kunsthistorische Entwicklung zurückblicken kann und mit der Ilam-Kunstschule bedeutende neuseeländische Künstler hervorgebracht hat. Die Christchurch Art Gallery verfügt u. a. über Werke von Rita Angus, William Sutton, Neil Dawson, John Kinder, M. T. Woollaston, James Fitzgerald, R. A. Oliver, Olivia Spencer Bower, Leo Bensemann und Mark Braunias.
Die Bestände des Museums umfassen Werke von der europäischen Antike bis zur Gegenwartskunst.
Finanziert wird das in einem Ensemble historischer und kunstgeschichtlich bedeutender Gebäude gelegene Museum vom Stadtrat der Stadt. In nächster Entfernung befinden sich u. a. das Canterbury Museum und die Contemporary Art Gallery auf dem Gelände des geschichtsträchtigen ehemaligen Christchurch Colleges, des Vorläufers der heutigen University of Canterbury.
Der ikonische postmoderne Museumsbau, der Ausstellungs-, Veranstaltungs- und Verwaltungsräume umfasst, wurde am 10. Mai 2003 eröffnet. Er ersetzte die vorherige öffentliche Kunstgalerie der Stadt, die Robert McDougall Art Gallery, die 1932 eröffnet worden war.
Die Māori-Elemente des Namens werden wie folgt erklärt: Te Puna ehrt Waipuna, die artesische Quelle unterhalb der Galerie, und Waiwhetu bezieht sich auf einen der Nebenflüsse in unmittelbarer Nähe der Galerie, der in den Fluss Avon mündet. Waiwhetu (‘Sternenwasser’) kann auch als „Wasser, in dem sich Sterne spiegeln“ übersetzt werden.

## Bibliothek
Die Galerie verfügt über eine umfangreiche Archivsammlung, welche die Kunstobjekte der Sammlung detailliert dokumentiert. Der Großteil dieser Archive befindet sich in der Robert und Barbara Stewart Bibliothek. Die Mehrheit der Archive ist elektronisch gespeichert. Die Büchersammlung umfasst über 10.000 Bände, darunter Bücher zur neuseeländischen, britischen und kontinentaleuropäischen Kunst, zum Kunstdruck sowie zur zeitgenössischen Kultur in Neuseeland. Darüber hinaus enthält sie 1.200 Einzelarchive mit Archivalien zu Informationen über Künstler, darunter Briefen, Dokumente zu Ausstellungen und Fotos.

## Geschichte
Die vorherige öffentliche Kunstgalerie, die zu klein gewordene und modernen Sicherheitsstandards nicht mehr entsprechende Robert McDougall Art Gallery, wurde am 16. Juni 1932 eröffnet und am 16. Juni 2002 geschlossen. Sie befand sich im Botanischen Garten Christchurch, neben dem Canterbury Museum, wo das ehemalige Galerie-Gebäude bis 2019 ungenutzt steht.
Der Stadtrat von Christchurch stellte 1995 Mittel für den Kauf eines Grundstücks für eine neue Galerie bereit und erwarb 1996 das Gelände der Christchurch Art Gallery. 1998 wurde ein Wettbewerb zur Gestaltung der neuen Galerie ausgeschrieben.
Das Gebäude diente nach dem verheerenden Erdbeben in Canterbury 2010 und erneut nach dem Erdbeben in Christchurch im Februar 2011 als Hauptquartier des Zivilschutzes von Christchurch. Die Galerie wurde so ausgelegt, dass sie größere seismische Ereignisse überstehen kann. Das Fundament der Galerie, eine auf dem Boden ausgedehnte Betonplatte, soll die Erdbebenkräfte gleichmäßig verteilen und dämpfen. Sie wurde dennoch während des schweren Erdbebens 2010 beschädigt. Nachdem der Zivilschutz seine koordinierenden Arbeiten in der Galerie beendet hatte, wurde das Gebäude aufgrund umfangreicher Sanierungs- und Verbesserungsarbeiten geschlossen und am 19. Dezember 2015 wiedereröffnet.

## Das Gebäude
Das mit großen Glasflächen ausgestattete und daher von innen und außen transparente Galeriegebäude wurde von der Buchan Group entworfen. Die nach bau-ökologischen Erwägungen ausgerichtete Glasfront erhellt und schützt im inneren einen ausgedehnten Lichthof, der als Lobby genutzt wird. Die organischen Formen erinnern an das māorische Koru-Design sowie den mäandrierenden Flusslauf des Avon-Rivers. Auf dem Vorplatz der Galerie befindet sich die große Skulptur „Reason for Voyaging“, die in Zusammenarbeit zwischen dem Bildhauer Graham Bennett und dem Architekten David Cole entstand.
Das Gebäude der Christchurch Art Gallery ist rollstuhlbefahrbar ausgelegt. Neben den Ausstellungs- und Veranstaltungsräumen verfügt es über einen Museumsshop und einen Cafébereich.

## Kommunitäre Bezüge, Leitung
Seit der viktorianischen Zeit erhielt die Kunst- und Museumsszene in Christchurch mäzenatische Zuwendungen wohlhabender Bürger, deren Kunst- und Sammlerbegriff sich häufig an der britisch-europäischen Tradition orientierte. Hierzu zählt u. a. der Philanthrop Robert Ewing McDougall (1860–1942), dessen Name mit der Vorläufergalerie verbunden war. Nach dem Zweiten Weltkrieg erweiterte sich der künstlerische Horizont in eine verstärkt neuseeländische und postkoloniale Perspektive. Bis heute profitiert das Museum von einem aktiven Freundes- und Sponsorenkreis, u. a. von den Friends of Christchurch Art Gallery. Das Museum profitierte auch von einer Reihe innovativer Buchkünstler, die der Christchurcher Caxton-Press verbunden waren. Das Museum gestaltet und publiziert Kunstbücher, die vielfältige Auszeichnungen erhielten.
Obwohl die Robert McDougall Art Gallery bereits 1932 eröffnet wurde, wurde der erste fest angestellte Direktor, William Baverstock, erst 1960 ernannt. Zuvor lag die Leitung der Galerie in ehrenamtlichen Händen. Folgende Direktoren leiteten die Institution seit 1960:
- 1960–1969: William Baverstock (1893–1975)
- 1969–1979: Brian Muir (1943–1989)
- 1979–1981: T. L. Rodney Wilson (1945–2013)
- 1981–1995: John Coley
- 1995–2006: Tony Preston
- 2006–2018: Jenny Harper (geb. 1950)[8]
- seit 2018: Blair Jackson